# Jack Wagner
Pour les articles homonymes, voir Wagner.
Peter John "Jack" Wagner Jr. est un acteur et aussi un chanteur américain, né le 3 octobre 1959 à Washington, dans l’État du Missouri (États-Unis).
Il est connu pour ses rôles dans les séries télévisées Melrose Place et Amour, Gloire et Beauté.
Jack Wagner aime le golf et se classe parmi les 100 meilleurs golfeurs d'Hollywood[réf. nécessaire].

## Biographie
Jack est licencié en comédie de l'université du Missouri et de l'université d'Arizona où il a fait ses études. Les jours qui suivirent son déménagement à Los Angeles, il a décroché un boulot de guide pour les studios Universal. Son curriculum vitæ comporte aussi divers jobs de serveur et de représentant qui étaient nécessaires pour le paiement de ses factures. C'est en 1982 qu'il décrocha son premier travail dans le 7e art avec le rôle de Brent Masterson dans le soap A New Day in Eden. 
Quelque temps plus tard, Jack Wagner apparut dans la soap primetime Côte Ouest. C'est en 1983 qu'il trouva le rôle qui allait le révéler au grand public. Il devint, en effet, Frisco Jones, dans Hôpital central. C'est là qu'il y rencontra sa femme, Kristina avec qui il partageait la vedette. Jack Wagner est aussi très reconnu aux États-Unis dans le monde musical. Véritable autodidacte, Wagner appris de lui-même à jouer de la guitare. À cette époque la compagnie Qwest Records signa un contrat avec l'acteur et sortit le tube All I Need (en), une chanson romantique qui fut interprétée dans le soap. 
Jack retourne souvent à  son premier amour qu'est le théâtre. Il a été à  l'affiche des comédies musicales West Side Story et Grease, qui lui permirent d'allier musique et comédie. Après une interruption de deux ans, Jack Wagner retrouva son rôle au sein de l'équipe de Hôpital central. En 1991, c'est au personnage de Warren Lockridge dans Santa Barbara à  qui il prêta ses traits. Lorsque le soap fut annulé, c'est tout naturellement qu'Aaron Spelling lui offrit le rôle de l'inquiétant Peter Burns dans la célèbre série primetime Melrose Place avec Heather Locklear. 
En janvier 2000, c'est de nouveau sur les planches que Jack Wagner démontra son talent de comédien avec la pièce L'Étrange Cas du Dr Jekyll et de M. Hyde. 
Il participa à un bon nombre de films pour la télévision (Moving Target, Swimsuit, Trapped in Space, Ladykiller, Mari volage, Double écho, Dirty Little Secret, Artificial Lies, Nowhere to Land, Séduction meurtrière, et Le Chien fantôme.) 
Jack a aussi participé à  l'élaboration de la série Off Course pour la chaîne américaine ESPN qui permet de faire découvrir des acteurs, des athlètes et des fameux joueurs de golf. Il est d'ailleurs membre du Celebrity Players Tour et a démontré qu'il était un joueur avec beaucoup de talents. 
Jack Wagner est aussi un membre actif dans la lutte contre le Sida pour laquelle il participe à  beaucoup d’événements de charité.
Enfin, après quatre ans passés ensemble, il se fiance en août 2011 avec sa partenaire dans Melrose Place, Heather Locklear. Mais les deux acteurs rompent leurs fiançailles en novembre de la même année pour ne pas bouleverser leurs familles.
Jack Wagner était en couple avec Ashley Jones, sa partenaire dans Amour, Gloire et Beauté (Bridget Forrester). Ils ont confirmé leur relation à Soap In Depth, mais peu de temps après, ils ont annoncé leur séparation définitive. 

## Filmographie

### Séries télévisées
- 1982 : A New Day Enden : Clint Masterson (saison 1, épisode 1)
- 1983 - 1991, 1994 - 1995, 2013 : Hôpital central (General Hospital) : Frisco Jones
- 1983 : Côte Ouest (Knots Landing) : Aide (saison 5, épisodes 4 et 9)
- 1991 - 1993 : Santa Barbara : Warren Lockridge #3
- 1994 - 1999 : Melrose Place : Dr Peter Burns (saisons 3 à 7)
- 1995 : Les Anges de la ville (Sirens) : Jack (saison 2, épisode 12)
- 1997 : Sunset Beach  : Jacques Dumont
- 1997 : Loïs et Clark : Les Nouvelles Aventures de Superman : Randy Goode (saison 4, épisode 13)
- 1999 : Les Anges du bonheur (Touched by an Angel) : Bart Ewing (saison 5, épisode 15)
- 2000 - 2001 : Titans : Jack Williams
- 2003 - 2012, 2022 et depuis 2025 : Amour, Gloire et Beauté (The Bold and the Beautiful) : Dominick « Nick » Payne-Marone
- 2009 : Monk : Perry Walsh (saison 8, épisode 10)
- 2011, 2013, 2015 : Hot in Cleveland : Dr Aaron Everett (invité saisons 2, 4 et 6)
- 2013 : See Dad Run : Scooter Sullivan (saison 2, épisode 1)[1]
- 2013 : Castle : Billy Piper (saison 5, épisode 10)
- 2014 : Heartbreakers : pasteur David Love (saison 1, épisode 1)
- 2014 - présent : Le Cœur a ses Raisons (When Calls the Heart) : Bill Avery

### Téléfilms
- 1995 : Secret malsain de Rob Fresco : Jack Ramer
- 1996 : Mari volage de Alan Metzger : Nick Rawlings
- 1997 : Double écho de Charles Corell : Max et Steven Jordan
- 1998 : Lady Killer de Steven Schachter : Dr Elliman
- 2000 : Thérapie meurtrière (Artificial Lies) de Rodney Gibbons : Dr Peter Rexter
- 2000 : Vol 762: Atterrissage impossible de Armand Mastroianni : capitaine John Prescott
- 2002 : Danger : avalanche ! de Doug Campbell : Michael Cooper
- 2002 : Séduction meurtrière de Dale G. Bradley : Jeremy Wetherton
- 2003 : Le Chien fantôme de Worth Keeter : Kyle Caldwell
- 2014 : Disparitions suspectes (My Gal Sunday) : Danny O'Brien[2]
- 2016 : En route vers le mariage
- 2017 : En route vers le mariage : rendez-vous avec l'amour
- 2018 : En route vers le mariage : un amour de Saint-Valentin et En route vers le mariage : faits l'un pour l'autre
- 2022 : Noël tombe à pic : Beauregard Belmont

## Télé réalité
- Dancing with the Stars 14 : Lui-même (candidat)

## Théâtre
- West Side Story de Leonard Bernstein et Arthur Laurents en 1987 : Tony
- Grease
- L'Étrange Cas du Dr Jekyll et de M. Hyde

## Distinctions

### Nominations
- Daytime Emmy Awards 1985 : Meilleur jeune acteur dans une série télévisée dramatique pour Hôpital central (General Hospital) (1983-2013).
- 1986 : Soap Opera Digest Awards du super-couple préféré partagé avec Kristina Wagner dans une série télévisée dramatique pour Hôpital central (General Hospital) (1983-2013).
- 1988 : Soap Opera Digest Awards du super-couple préféré partagé avec Kristina Wagner dans une série télévisée dramatique pour Hôpital central (General Hospital) (1983-2013).
- 1991 : Soap Opera Digest Awards du héros exceptionnel dans une série télévisée dramatique pour Hôpital central (General Hospital) (1983-2013).
- 1993 : Soap Opera Digest Awards de la star masculine la plus hot dans une série télévisée dramatique pour Santa Barbara (1991-1993).
- 1993 : Soap Opera Digest Awards du meilleur acteur principal dans une série télévisée dramatique pour Santa Barbara (1991-1993).
- Daytime Emmy Awards 2005 : Meilleur acteur dans une série télévisée dramatique pour Les Feux de l'amour (2004-2022).
- 2005 : Daytime Emmy Awards de la meilleure combinaison irrésistible partagé avec Ashley Jones dans une série télévisée dramatique pour Les Feux de l'amour (2004-2022).
- 2005 : Soap Opera Digest Awards du triangle amoureux préféré partagé avec Ronn Moss et Katherine Kelly Lang dans une série télévisée dramatique pour Les Feux de l'amour (2004-2022).